# Pont-Saint-Vincent
 Pont-Saint-Vincent  es una población y comuna francesa, en la región de Lorena, departamento de Meurthe y Mosela, en el distrito de Nancy y cantón de Neuves-Maisons.

## Demografía
| 2490 | 2540 | 2347 | 2143 | 2069 | 2051 |
| Para los censos de 1962 a 1999 la población legal corresponde a la población sin duplicidades (Fuente: INSEE [Consultar]) |      |      |      |      |      |